# Липняги
Липня́ги — село в Побузькій громаді Голованівського району Кіровоградської області України. Населення становить 51 осіб.

## Географія
Селом тече річка Безіменна.

## Населення
Згідно з переписом УРСР 1989 року чисельність наявного населення села становила 60 осіб, з яких 20 чоловіків та 40 жінок.
За переписом населення України 2001 року в селі мешкало 50 осіб.

### Мова
Розподіл населення за рідною мовою за даними перепису 2001 року:
| Мова       | Кількість | Відсоток |
| ---------- | --------- | -------- |
| українська | 47        | 92.16%   |
| російська  | 4         | 7.84%    |
| Усього     | 51        | 100%     |